# Псалом 79
Псалом 79 (у масоретській нумерації — 80) — сімдесят дев'ятий псалом у Книзі псалмів. Перший вірш приписує авторство псалому левіту Асафу. Одна з домінуючих тем і єдина серед псалмів: порівняння народу Ізраїлю із виноградною лозою. 

## Зміст
Псалмоспівець молиться за племена Єфрема, Веніямина і Манасії. Він просить Бога, звертаючись до нього як до Пастиря Ізраїля, об'явити себе і відновити зруйнований Ізраїль.
У віршах 4, 8 і 20 повторюється один і той самий зміст, тільки у злегка зміненій формі: «Господи Боже сил, обнови нас, засяй твоїм обличчям, і ми спасемося!» (Пс. 79:20).

## Пояснення
Посилання в першому вірші — на мелодію «Лілея свідоцтва» — важко трактувати однозначно. Лілії, ймовірно, означають музичний інструмент або спосіб декламації. Фраза «ти, що на херувимах возсідаєш» вказує на Ковчег Заповіту, який вважається престолом Божим. Слово «обновляти» у вірші зазвичай означає у Біблії безпосереднє втручання Боже, яке перетворює ситуацію на краще. Виноградна лоза — поширений образ населення Ізраїлю у Біблії (див. також Книгу пророка Ісаї (Іс. 5:1–7) або Книгу пророка Єремії (Єр. 2:21)).

## Текст
| Вірш | Гебрейська мова                                            | Давньогрецька мова (Септуаґінта)                                                                           | Латинська мова (Вульгата)                                                                        | Українська мова (Переклад Хоменка)                                                                         |
| ---- | ---------------------------------------------------------- | --- | ------------------------------------------------------------------------------------------------ | --- |
| 1    | לַֽמְנַצֵּ֥חַ אֶל־שֽׁוֹשַׁנִּ֑ים עֵד֖וּת לְאָסָ֣ף מִזְמֽוֹר                            | Εἰς τὸ τέλος, ὑπὲρ τῶν ἀλλοιωθησομένων· μαρτύριον τῷ Ασαφ, ψαλμὸς ὑπὲρ τοῦ ᾿Ασσυρίου.                      | In finem, pro iis qui commutabuntur. Testimonium Asaph, psalmus.                                 | Провідникові хору. На мелодію «Лілея свідоцтва». Псалом. Асафа.                                            |
| 2    | רֹ֘עֵ֚ה יִשְׂרָאֵ֨ל \| הַֽאֲזִ֗ינָה נֹהֵ֣ג כַּצֹּ֣אן יוֹסֵ֑ף יֹשֵׁ֖ב הַכְּרוּבִ֣ים הוֹפִֽיעָה       | ῾Ο ποιμαίνων τὸν Ισραηλ, πρόσχες, ὁ ὁδηγῶν ὡσεὶ πρόβατα τὸν Ιωσηφ, ὁ καθήμενος ἐπὶ τῶν χερουβιν, ἐμφάνηθι. | [Qui regis Israël, intende; qui deducis velut ovem Joseph. Qui sedes super cherubim, manifestare | О Пастирю Ізраїля, прихили вухо! Ти, що ведеш Йосифа, як отару, ти, що на херувимах возсідаєш, як у сяйві! |
| 3    | לִפְנֵ֚י אֶפְרַ֨יִם \| וּבִנְיָ֘מִ֚ן וּמְנַשֶּׁ֗ה עֽוֹרְרָ֥ה אֶת־גְּבֽוּרָתֶ֑ךָ וּלְכָ֖ה לִֽישֻׁעָ֣תָה לָּֽנוּ | ἐναντίον Εφραιμ καὶ Βενιαμιν καὶ Μανασση ἐξέγειρον τὴν δυναστείαν σου καὶ ἐλθὲ εἰς τὸ σῶσαι ἡμᾶς.          | coram Ephraim, Benjamin, et Manasse. Excita potentiam tuam, et veni, ut salvos facias nos.       | Перед Ефраїмом, і Веніямином, і Манассією збуди твою потугу й прийди нам на спасіння.                      |
| 4    | אֱלֹהִ֥ים הֲשִׁיבֵ֑נוּ וְהָאֵ֥ר פָּ֜נֶ֗יךָ וְנִוָּשֵֽׁעָה                              | ὁ θεός, ἐπίστρεψον ἡμᾶς καὶ ἐπίφανον τὸ πρόσωπόν σου, καὶ σωθησόμεθα.                                      | Deus, converte nos, et ostende faciem tuam, et salvi erimus.                                     | О Боже, віднови нас, засяй твоїм обличчям, і спасемося.                                                    |
| 5    | יְהֹוָ֣ה אֱלֹהִ֣ים צְבָא֑וֹת עַד־מָתַ֥י עָ֜שַׁ֗נְתָּ בִּתְפִלַּ֥ת עַמֶּֽךָ                     | κύριε ὁ θεὸς τῶν δυνάμεων, ἕως πότε ὀργίζῃ ἐπὶ τὴν προσευχὴν τοῦ δούλου σου,                               | Domine Deus virtutum, quousque irasceris super orationem servi tui?                              | Господи Боже Сил, докіль палатимеш гнівом, не зважаючи на мольби твого народу?                             |
| 6    | הֶ֣אֱכַלְתָּם לֶ֣חֶם דִּמְעָ֑ה וַ֜תַּשְׁקֵ֗מוֹ בִּדְמָע֥וֹת שָׁלִֽישׁ                         | ψωμιεῖς ἡμᾶς ἄρτον δακρύων καὶ ποτιεῖς ἡμᾶς ἐν δάκρυσιν ἐν μέτρῳ;                                          | cibabis nos pane lacrimarum, et potum dabis nobis in lacrimis in mensura?                        | Ти годував їх хлібом із сльозами, і поїв їх слізьми щедро.                                                 |
| 7    | תְּשִׂימֵ֣נוּ מָ֖דוֹן לִשְׁכֵנֵ֑ינוּ וְ֜אֹֽיְבֵ֗ינוּ יִלְעֲגוּ־לָֽמוֹ                      | ἔθου ἡμᾶς εἰς ἀντιλογίαν τοῖς γείτοσιν ἡμῶν, καὶ οἱ ἐχθροὶ ἡμῶν ἐμυκτήρισαν ἡμᾶς.                          | Posuisti nos in contradictionem vicinis nostris, et inimici nostri subsannaverunt nos.           | Ти видав нас на наругу сусідам нашим, і вороги наші залюбки з нас глузують.                                |
| 8    | אֱלֹהִ֣ים צְבָא֣וֹת הֲשִׁיבֵ֑נוּ וְהָאֵ֥ר פָּ֜נֶ֗יךָ וְנִוָּשֵֽׁעָה                        | κύριε ὁ θεὸς τῶν δυνάμεων, ἐπίστρεψον ἡμᾶς καὶ ἐπίφανον τὸ πρόσωπόν σου, καὶ σωθησόμεθα. διάψαλμα.         | Deus virtutum, converte nos, et ostende faciem tuam, et salvi erimus.                            | О Боже сил, обнови нас, засяй твоїм обличчям, і ми спасемося.                                              |
| 9    | גֶּפֶן מִמִּצְרַ֣יִם תַּסִּ֑יעַ תְּגָרֵ֥שׁ גּ֜וֹיִ֗ם וַתִּטָּעֶֽהָ                            | ἄμπελον ἐξ Αἰγύπτου μετῆρας, ἐξέβαλες ἔθνη καὶ κατεφύτευσας αὐτήν·                                         | Vineam de Ægypto transtulisti: ejecisti gentes, et plantasti eam.                                | Вирвав єси з Єгипту лозу виноградну, прогнав народи, щоб її насадити;                                      |
| 10   | פִּנִּ֥יתָ לְפָנֶ֑יהָ וַתַּשְׁרֵ֥שׁ שָֽׁ֜רָשֶׁ֗יהָ וַתְּמַלֵּא־אָֽרֶץ                           | ὡδοποίησας ἔμπροσθεν αὐτῆς καὶ κατεφύτευσας τὰς ῥίζας αὐτῆς, καὶ ἐπλήσθη ἡ γῆ.                             | Dux itineris fuisti in conspectu ejus; plantasti radices ejus, et implevit terram.               | приготував ти для неї місце, вона пустила корінь і заповнила землю.                                        |
| 11   | כָּסּ֣וּ הָרִ֣ים צִלָּ֑הּ וַֽ֜עֲנָפֶ֗יהָ אַרְזֵי־אֵֽל                                | ἐκάλυψεν ὄρη ἡ σκιὰ αὐτῆς καὶ αἱ ἀναδενδράδες αὐτῆς τὰς κέδρους τοῦ θεοῦ·                                  | Operuit montes umbra ejus, et arbusta ejus cedros Dei.                                           | Гори вкрились її тінню, віттям її — кедри високі.                                                          |
| 12   | תְּשַׁלַּ֣ח קְצִירֶ֣הָ עַד־יָ֑ם וְאֶל־נָ֜הָ֗ר יֽוֹנְקוֹתֶֽיהָ                          | ἐξέτεινεν τὰ κλήματα αὐτῆς ἕως θαλάσσης καὶ ἕως ποταμοῦ τὰς παραφυάδας αὐτῆς.                              | Extendit palmites suos usque ad mare, et usque ad flumen propagines ejus.                        | Вона розкинула свої гілляки аж до моря, а паростки свої аж до самої річки.                                 |
| 13   | לָמָּה פָּרַ֣צְתָּ גְדֵרֶ֑יהָ וְ֜אָר֗וּהָ כָּל־עֹ֥בְרֵי דָֽרֶךְ                           | ἵνα τί καθεῖλες τὸν φραγμὸν αὐτῆς καὶ τρυγῶσιν αὐτὴν πάντες οἱ παραπορευόμενοι τὴν ὁδόν;                   | Ut quid destruxisti maceriam ejus, et vindemiant eam omnes qui prætergrediuntur viam?            | Навіщо розвалив ти огорожу її, що й обривають її всі перехожі,                                             |
| 14   | יְכַרְסְמֶ֣נָּה חֲזִ֣יר מִיָּ֑עַר וְזִ֖יז שָׂדַ֣י יִרְעֶֽנָּה                           | ἐλυμήνατο αὐτὴν σῦς ἐκ δρυμοῦ, καὶ μονιὸς ἄγριος κατενεμήσατο αὐτήν.                                       | Exterminavit eam aper de silva, et singularis ferus depastus est eam.                            | пустошить її вепр із лісу, і дикий звір на ній випасається?                                                |
| 15   | אֱלֹהִ֣ים צְבָאוֹת֘ שׁ֪וּב נָ֥֫א הַבֵּ֣ט מִשָּׁמַ֣יִם וּרְאֵ֑ה וּ֜פְקֹ֗ד גֶּ֣פֶן זֹֽאת             | ὁ θεὸς τῶν δυνάμεων, ἐπίστρεψον δή, ἐπίβλεψον ἐξ οὐρανοῦ καὶ ἰδὲ καὶ ἐπίσκεψαι τὴν ἄμπελον ταύτην          | Deus virtutum, convertere, respice de cælo, et vide, et visita vineam istam:                     | О Боже сил, повернись бо! Споглянь із неба й подивися; навідайсь до лози цієї,                             |
| 16   | וְכַנָּה אֲשֶׁר־נָֽטְעָ֣ה יְמִינֶ֑ךָ וְעַל־בֵּ֜֗ן אִמַּ֥צְתָּה לָּֽךְ                        | καὶ κατάρτισαι αὐτήν, ἣν ἐφύτευσεν ἡ δεξιά σου, καὶ ἐπὶ υἱὸν ἀνθρώπου, ὃν ἐκραταίωσας σεαυτῷ.              | et perfice eam quam plantavit dextera tua, et super filium hominis quem confirmasti tibi.        | до пагінця, що твоя правиця посадила, до парости, що укріпив єси для себе.                                 |
| 17   | שְׂרֻפָ֣ה בָאֵ֣שׁ כְּסוּחָ֑ה מִגַּֽעֲרַ֖ת פָּנֶ֣יךָ יֹאבֵֽדוּ                            | ἐμπεπυρισμένη πυρὶ καὶ ἀνεσκαμμένη· ἀπὸ ἐπιτιμήσεως τοῦ προσώπου σου ἀπολοῦνται.                           | Incensa igni et suffossa, ab increpatione vultus tui peribunt.                                   | Ті, що вогнем її спалили, стяли, нехай погинуть від погрози обличчя твого.                                 |
| 18   | תְּֽהִי־יָֽ֖דְךָ עַל־אִ֣ישׁ יְמִינֶ֑ךָ עַל־בֶּן־אָ֜דָ֗ם אִמַּ֥צְתָּ לָּֽךְ                     | γενηθήτω ἡ χείρ σου ἐπ᾽ ἄνδρα δεξιᾶς σου καὶ ἐπὶ υἱὸν ἀνθρώπου, ὃν ἐκραταίωσας σεαυτῷ·                     | Fiat manus tua super virum dexteræ tuæ, et super filium hominis quem confirmasti tibi.           | Нехай твоя рука буде на чоловікові твоєї правиці, на сині людськім, що його укріпив єси для себе.          |
| 19   | וְלֹֽא־נָס֥וֹג מִמֶּ֑ךָּ תְּ֜חַיֵּ֗ינוּ וּבְשִׁמְךָ֥ נִקְרָֽא                             | καὶ οὐ μὴ ἀποστῶμεν ἀπὸ σοῦ, ζωώσεις ἡμᾶς, καὶ τὸ ὄνομά σου ἐπικαλεσόμεθα.                                 | Et non discedimus a te: vivificabis nos, et nomen tuum invocabimus.                              | Ми не відступимо від тебе; живи нас, і ми визнаватимемо твоє ім'я.                                         |
| 20   | יְהֹ֘וָ֚ה אֱלֹהִ֣ים צְבָא֣וֹת הֲשִׁיבֵ֑נוּ הָאֵ֥ר פָּ֜נֶ֗יךָ וְנִוָּשֵֽׁעָה                    | κύριε ὁ θεὸς τῶν δυνάμεων, ἐπίστρεψον ἡμᾶς καὶ ἐπίφανον τὸ πρόσωπόν σου, καὶ σωθησόμεθα.                   | Domine Deus virtutum, converte nos, et ostende faciem tuam, et salvi erimus.]                    | Господи Боже сил, обнови нас, засяй твоїм обличчям, ми спасемося!                                          |

## Використання

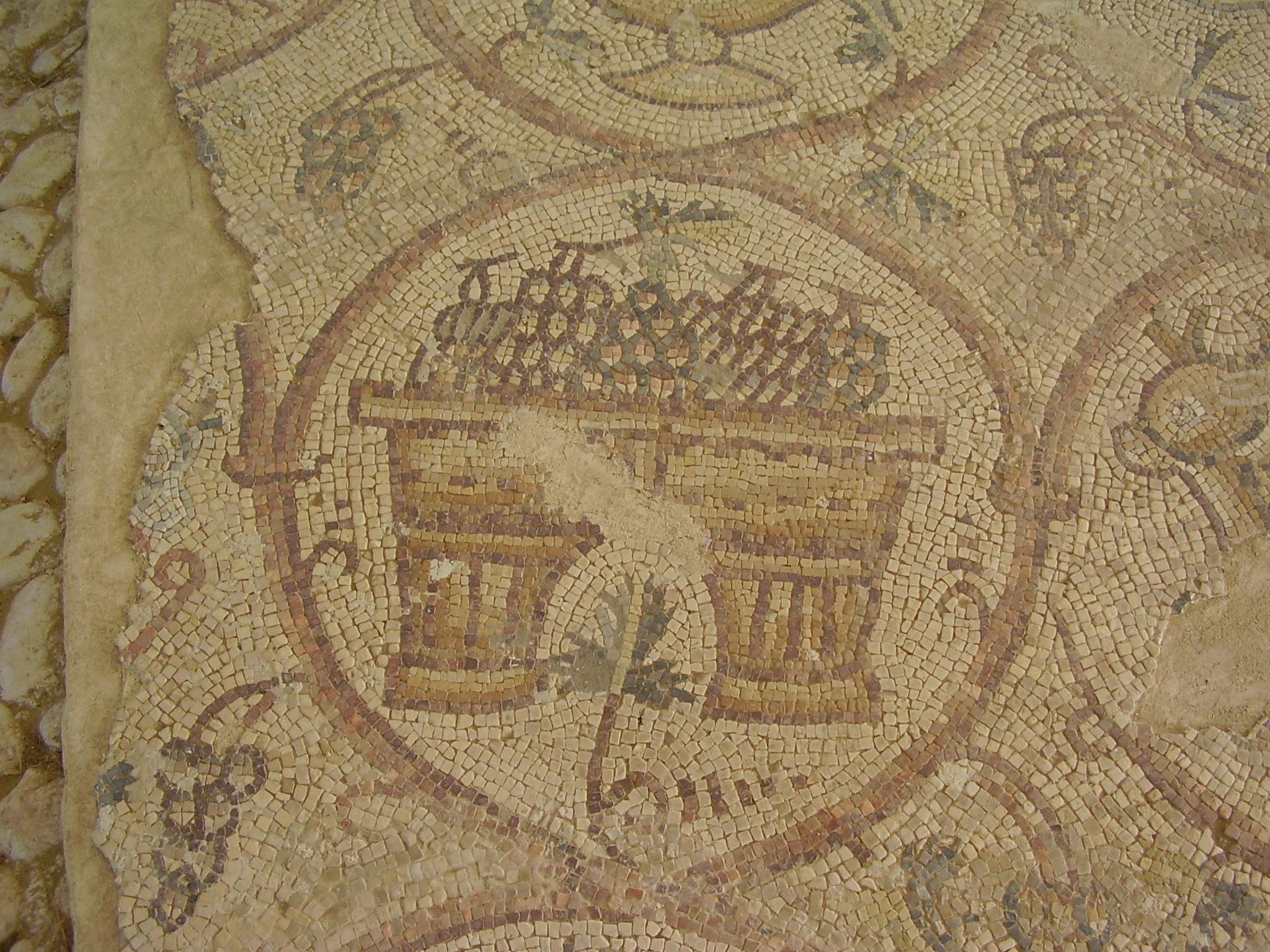
Зображення корзини з гронами винограду в стародавній синагозі, в західному Негеві

### Юдаїзм
- У деяких традиціях читається на третій день свята Песах.[6]
- У деяких традиціях читається на другий день свята Сукот.

### Католицька церква
У абатствах цей псалом традиційно виконувався під час ранкової служби в четвер, після того, як приблизно у 530 році святий Бенедикт Нурсійський упорядкував усі псалми у єдиний статут.
Що стосується Літургії годин, то псалом 79 співається або читається на лаудах у четвер другого тижня і на обідній службі в четвер третього тижня.

## Використання у музиці
Псалом був покладений на музику ще в IV столітті Амвросієм Медіоланським як гімн «Intende qui regis Israel», який, у свою чергу, був використаний Лютером для пісні «Nun komm, der Heiden Heiland» (1524).
У третій частині «Vespergesang» Мендельсона 1833 року звучить «Qui regis Israel – Con moto».